# Montague (Île-du-Prince-Édouard)
Pour les articles homonymes, voir Montague.

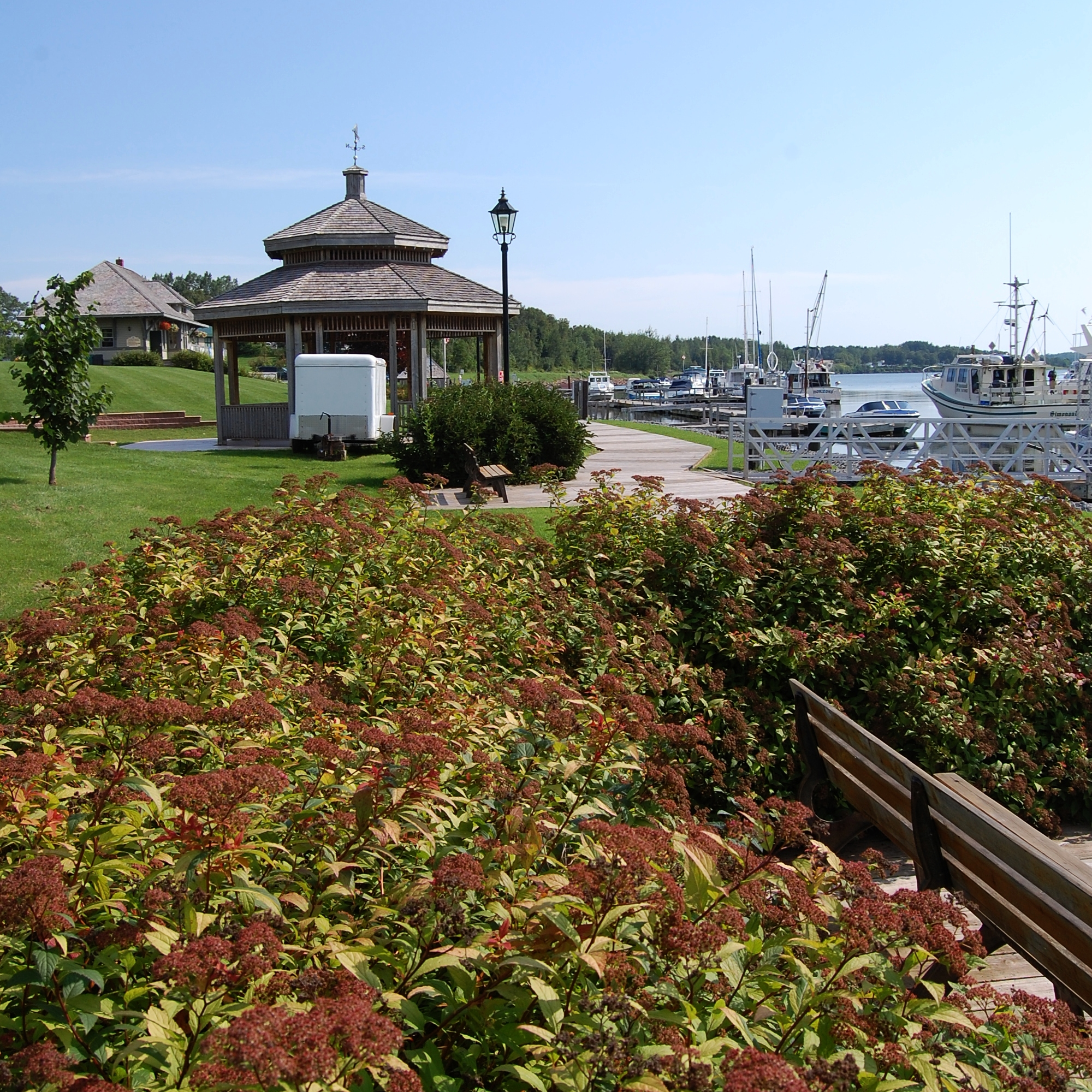
Quai de Montague

Montague est une ancienne ville de l'Île-du-Prince-Édouard, au Canada. La municipalité a été incorporée en 1917 et avait une population de 1 895 habitants en 2011. 
La ville enjambait la rivière Montague qui divise les cantons de Lot 52 et Lot 59. Elle était un centre régional de service pour la population rurale de 20 000. 
Le 28 septembre 2018, la ville fusionne avec six autres municipalités pour devenir la ville de Three Rivers.

## Information générale
Le village a l'hôpital mémorial du comté de Kings, des bureaux du gouvernement provincial et le club de curling de Montague, ainsi que des écoles élémentaires, intermédiaires et secondaires. Les dernières années ont vu un nombre de vieilles maisons et des édifices commerciaux être remplacés par de nouveaux développements le long de la rue Main, particulièrement dans la partie nord. Un développement de grande envergure le long du quai a été réalisé les dernières années.
Situé à 44 kilomètres à l'est de Charlottetown et à 15 kilomètres au sud-est de Georgetown, l'endroit précis du village est 46°10'N, 62°39'O.

## Histoire
Quand Samuel Holland fit l'arpentage dans les années 1760s, Georgetown fut désigné comme siège du comté de Kings. La rivière Montague est la rivière la plus au sud des trois rivières qui drainent la région. Éventuellement Lower Montague, le chemin Montague et le pont Montague furent nommés d'après la rivière. La rivière a eu son nom soit de George Montagu, 1er Duc de Montagu, John Montagu, 4e comte de Sandwich ou Montague Wilmot, lieutenant-gouverneur de la Nouvelle-Écosse (alors que l'île St Jean en faisait partie - maintenant l'Île-du-Prince-Édouard) au temps de l'arpentage de Holland. Le "Garden of the Gulf Museum" (bâti de 1887 à 1888) est sur la liste des lieux patrimoniaux du Canada.

### Événements récents
Montague est reconnu pour être la première communauté à réunir une franchise de restaurant Wendy et une franchise de Tim Hortons sous le même toit. En 1992, le propriétaire des deux franchises dans l'Île-du-Prince-Édouard, Daniel P. Murphy, a ouvert un nouveau commerce avec les deux marques dans le même édifice dans le village. Il a invité Ron Joyce et le président de Wendy Dave Thomas à la grande ouverture, où les deux dirigeants se sont rencontrés pour la première fois et ont établi un rapport immédiat. Le succès de Murphy avec la combinaison des deux franchises a mené à une entente entre Wendy's et Tim Hortons (Groupe TDL) en 1995.
Montague a eu plusieurs modestes développements dans les dernières décennies, en composant plusieurs subdivisions, ainsi que des gros magasins et édifices institutionnels.
Le pont où la Route 4 traverse la rivière Montague fut remplacé en décembre 2007.
Le Cavendish Farms Wellness Centre fut ouvert en 2009 à la limite sud du village près du complexe d'Atlantic Fitness Centre East. Cette installation a une aréna avec une patinoire de hockey de grandeur olympique, bureaux du village, salles de rencontres, deux pistes intérieures de marche et une bibliothèque.
De 2009 à 2010, l'école secondaire régionale de Montague fut remplacée par un nouvel édifice sur la limite sud du village près de l'intersection du chemin Valleyfield et le chemin Wood Islands.
Au début de 2010, le département provincial de pêche, aquaculture et développement rural déménageât de Charlottetown à un nouvel édifice au centre-ville de Montague.
À la fin octobre 2010, l'intersection du chemin Wood Islands (Route 4) et le chemin de Valleyfield Rd (Route 326) fut remplacée par le premier carrefour giratoire du comté de Kings.

## Gouvernement
Le village est gouverné par un maire et cinq conseillers.
La Gendarmerie royale du Canada (GRC) du district de Kings dessert le village de leur quartier général juste au nord du village, avec trois officiers desservant exclusivement le village.

## Démographie
| 2001  | 2006  | 2011  | 2016  |
| ----- | ----- | ----- | ----- |
| 1 945 | 1 802 | 1 895 | 1 961 |

## Culture
Le village de Montague célèbre son anniversaire la première semaine après la Fête du Canada chaque année avec une tradition appelée les jours Montague, avec des activités comme une foire d'amusements, des artistes de rues, des courses de caisses à savon, une compétition pour Mlle Montague, une parade d'animaux domestiques, une parade (annulée en 2007 à cause de la construction du pont) et des feux d'artifice sur le quai de Montague pour terminer la fin de semaine du long festival. Le quai de Montague est l'hôte de groupes musicaux et d'autres activités différentes toute la fin de semaine. Un gâteau d'anniversaire est servi le dimanche du festival aux visiteurs du quai. Le poète Hugh MacDonald vit à Montague.

## Éducation
Le village a trois écoles du "Eastern School District" :
- école Montague Consolidated
- école Montague Intermediate
- École secondaire de Montague

Collège Holland est situé dans le centre commercial Down East, dans une nouvelle aile se nommant le "Montague Centre."

## Sports
Montague est le domicile pour plusieurs sports, programmes de récréations et équipes. Il y a des pistes pour courir, des pistes de marche, des parcs et des terrains pour le soccer, le rugby, le football, le hockey sur pelouse, la balle molle et le baseball. Le village a aussi une piscine, salle de sport avec des terrains de basket-ball et des surfaces de jeu au tennis. Le complexe Eastern Eagles Soccer, dans le sud du village, est le domicile de l'équipe régionale de soccer, les Eastern Eagles. En 2009, le Cavendish Farms Wellness Centre fut ouvert, donnant un nouveau domicile à l'équipe de hockey, les Montague Norsemen et remplaçant la vieille aréna Iceland. Cela donna au village des équipes de hockey Junior B et Senior, les Montague Maniacs et les Montague Marines. Le village est aussi le domicile du club de curling de Montague, qui a des joueurs de tout le comté de Kings. L'école secondaire Montague Regional et l'école intermédiaire Montague sont le domicile de plusieurs équipes sportives masculines et féminines.

## Attractions
L'attirance principale de Montague est le village lui-même, appelé "Montague the Beautiful" (Montague le joli) pour ses rues alignées d'arbres, la rivière calme et ses édifices majestueux. D'autres attractions sont le musée du jardin du golfe (Garden of the Gulf Museum) (le plus vieux musée de la province), le Canada Tree, le club de curling de Montague, Cavendish Farms Wellness Centre, Ecole secondaire régionale de Montague, le centre commercial Down East et d'autres. Montague est aussi le point de départ de la Piste de la Confédération, qui lie plusieurs villages à travers l'I.P.E. Avant la piste commençait à l'ancienne gare, rénovée en un café, une boutique de cadeaux et un kiosque d'information, en regardant vers la rivière.

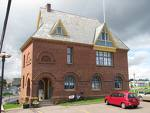
Musée du jardin du golfe.

## Économie
Comme le reste de la province, les trois industries principales sont la pêche, l'agriculture et le tourisme. Montague a plusieurs commerces indépendants et beaucoup de chaînes de magasins situées essentiellement du côté nord. Plusieurs gros employeurs sont le nouveau département des pêches, aquaculture et développement rural, le centre provincial de toxicomanie, les statistiques vitales, le soutien en ligne, Pharmaprix (Shoppers Drug Mart), les fruits de mer Mariner, le traitement des patates de Cavendish Farms à Pooles Corner, Atlantic Superstore, et Sobeys. Le village n'a pas de régions désignées comme industrielles, mais des communautés avoisinantes, comme Pooles Corner, ont plusieurs industries. Canadian Tire a acheté un gros terrain au nord du village et planifie de construire leur troisième magasin de l'Île-du-Prince-Édouard dans les prochaines années.

## Médias
Le journal hebdomadaire régional, l'Eastern Graphic, a sa base à Montague. Le journal quotidien de la province, The Guardian, a un bureau dans le village.

## Quartiers

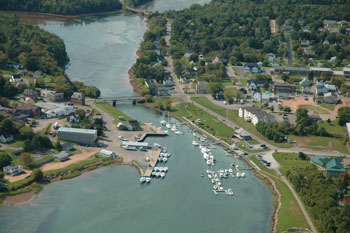
Vue aérienne de Montague.

Le "Grand Montague" qui comprend les régions en dehors du village actuel, a une population de plus de 6,000. Cela contient plusieurs voisinages, y compris :
- Brudenell
- centre-ville de Montague
- Lower Montague
- North End
- Pooles Corner
- South End
- Valleyfield
- Victoria Cross

## Personnalités
- William Bennett Campbell (1943-2008), ancien premier ministre de l'Île-du-Prince-Édouard
- Brad Richards - joueur de hockey LNH (Stars de Dallas)